# جاسم أميري
جاسم أميري (من مواليد 24 فبراير 1987) هو مصارع إيراني.

## روابط خارجية
- جاسم أميري على موقع قاعدة بيانات المصارعة الدولية (الإنجليزية)